# Marek Lolliusz Palikanus

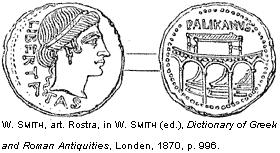
Palikanus na awersie monety, na rewersie widoczna rostra

Marcus Lollius Palicanus – polityk rzymski z I wieku p.n.e., członek plebejskiej rodziny Lolliuszy. Był uważany przez starożytnych pisarzy za jednego z najbardziej aktywnych i radykalnych trybunów ludowych z lat siedemdziesiątych I wieku p.n.e.

## Życiorys
Pochodził z niższych warstw społecznych, wywodził się z Picenum. W 71 p.n.e. został wybrany na urząd trybuna ludowego. Podczas piastowania tego urzędu dążył do przywrócenia znaczenia i kompetencji trybunów ludowych, które zostały zmniejszone za czasów Sulli. Sojusznikiem Palikanusa okazał się Pompejusz, który coraz bardziej skłócony z optymatami zaczął zacieśniać relacje z Palikanusem. Lolliusz stał się głównym pośrednikiem między Pompejuszem a popularami. Palikanus dzięki swoim umiejętnościom oratorskim został zaakceptowany przez popularów na ich przewodniczącego w walce z optymatami, więc swoje uznanie musiał zdobyć jeszcze przed wyborem na urząd trybuna.
Głównym celem Palikanusa było przywrócenie dawnego znaczenia trybunatu ludowego. Ustawa, która przywróciła trybunom znaczenie (Lex Pompeia Licinia de tribunica potestate), została przeprowadzona rok później przez Krassusa i Pompejusza, ale była w dużej mierze rezultatem działalności i pomocy popularów, w tym Palikanusa. Nie była to jego jedyna działalność − druga dotyczyła planu odebrania senatorom monopolu sądowego. Nie popierał jednak oddania sądownictwa ekwitom, lecz proponował powierzenie go senatorom, ekwitom i tzw. trybunom skarbowym, dotychczas niewchodzącym w skład kompletów sędziowskich. Pomysł powierzenia sądownictwa trzem stanom zdawał się gwarantować zmniejszenie nadużyć w sądach.
Palikanus brał też udział w obronie Steniusza. Steniusz był obywatelem sycylijskim, którego namiestnik Sycylii Werres próbował przekonać do oddania mu swoich zbiorów, a gdy ten odmówił, Werres oskarżył go o fałszowanie dokumentów i zainicjował obwinienie go o przestępstwo karane śmiercią. Steniusz przed dniem procesu uciekł jednak do Rzymu w celu szukania pomocy wśród polityków rzymskich. Chociaż trybuni ludowi nie mogli interweniować w sprawach obywateli miast innych niż Rzym, jednak w sprawę Steniusza włączyli się, orzekając, że wyrok Werresa nie może być powodem, dla którego Steniuszowi można zabronić przebywania w mieście. W obronie Sycylijczyka występował też Palikanus na zgromadzeniach ludowych, mógł być też być autorem wniesienia sprawy Steniusza pod kolegium trybunów ludowych. Możliwe jednak, że jego sprawą zajął się tylko okazyjnie, ponieważ na zgromadzeniach okazywał tylko zaniepokojenie jego losem, natomiast propozycji co do sposobu rozwiązania owej sprawy nie miał.
Prawdopodobnie w 69 p.n.e. Palikanus sprawował urząd pretora. W 67 p.n.e. ubiegał się o urząd konsula na rok następny. Miał duże poparcie wśród ludu, lecz przeprowadzający wybory Gajusz Kalpurniusz Pizon zapowiedział, że nie ogłosi jego nazwiska, nawet gdyby wybory miał wygrać. W efekcie tego Palikanus swoją kandydaturę wycofał.